# Изваринская улица
Изваринская улица — улица в районе Внуково Западного административного округа Москвы. Начинается у Боровского шоссе, идёт на северо-запад и заканчивается тупиком у Ульяновского лесопарка.

## Название
Улица получила название по расположенной неподалёку деревне Изварино. С 1923 по 1969 годы носила название Интернациональная улица.

## Здания
- № 7 — Детский сад № 2228 (общеразвивающего вида, с приоритетным направлением в физическом развитии)